# Apc (Hongrie)
Pour les articles homonymes, voir Apc.
Apc (hongrois : Apc [ˈɒpt͡ʃ]) est une localité hongroise située dans le comitat de Heves.

## Nom et attributs

### Toponymie
Le nom d'Apc est mentionné pour la première fois en 1246 sous la forme Opucz. Il proviendrait du clan Apc, ancien propriétaire du domaine. Une autre mention apparaît dans les registres de la dîme papale entre 1332 et 1337, où la localité figure sous le nom de Opuz.
Une légende locale attribue toutefois l'origine du nom aux nonnes (apácák en hongrois) qui auraient vécu dans la région, bien que cette hypothèse ne soit pas étayée par des preuves historiques.

## Site et localisation

### Topographie et hydrographie
Apc est située dans la vallée de la Zagyva, sur la rive gauche de la rivière. Son agencement urbain correspond à un village-rue à plusieurs axes.
Elle est entourée par plusieurs localités : Jobbágyi au nord, Szűcsi au nord-est, Rózsaszentmárton à l'est, Petőfibánya au sud, Zagyvaszántó au sud-ouest, Palotás à l'ouest et Szarvasgede au nord-ouest. La ville la plus proche est Lőrinci, située à 9 kilomètres au sud.
Sur la frange nord-est du village se trouve le « tengerszem d'Apc », un gouffre inondé officiellement dénommé lac de Széleskő. Il s'agit en réalité d'une ancienne carrière d'andésite dont l'excavation, aujourd'hui en eau, forme un lac profond aux eaux claires, attirant les visiteurs et les randonneurs.

## Histoire
Apc est un village d'origine Árpádienne, mais les découvertes archéologiques montrent que la région était habitée dès l'âge du bronze. En 2009, des fouilles dans le quartier de Berekalja, à la périphérie du village, ont révélé les vestiges d'une implantation néolithique.
À l'origine, Apc faisait partie de la structure fortifiée de Pata, également connue sous le nom de château de Mátraújvár.
Au XVe siècle, des hussites s'établirent dans le village, période à laquelle remonte également la construction de son église. À la fin du siècle, Apc bénéficia du statut de bourg rural (mezőváros) et accueillit des foires nationales, attestées en 1482 et 1484.
Dès 1447-1448, la localité passa successivement aux mains des Szántai, puis des Cserői, et entre 1469 et 1489, elle appartint à la famille Berczel d'Apc. En 1480, un membre de la famille Radnóth portait même un titre de noblesse en lien avec le village.
En 1552, un recensement dénombrait 22 exploitations paysannes. Quelques décennies plus tard, en 1589-1590, les registres de Zsigmond Rákóczi, capitaine du château d'Eger, indiquent que le village payait la dîme pour l'entretien de la garnison. En 1584, la localité était détenue par les familles Vay, Balássy, Darvas et Ráday.
En 1693, le comte István Koháry, alors juge suprême du royaume, possédait trois propriétés à Apc, tandis que László Vay en détenait deux. Un siècle plus tard, en 1741, le village fut intégré au domaine de Hatvan, propriété du comte Starhemberg.
Au XIXe siècle, Apc changea plusieurs fois de propriétaire. Il passa entre les mains du prince Grassalkovich, de József Teleki, puis de László Podmaniczky. Après être retourné aux Grassalkovich, il fut acquis par la famille Sina, avant de devenir la propriété de Miklós Kiss, puis de la famille Almássy. En 1873, Farkas Szent-Ivány racheta le domaine et fit construire un château en 1876, qui fut ensuite hérité par son fils du même nom.
En 1910, Apc comptait 2 287 habitants, dont 2 273 Hongrois. La répartition confessionnelle était la suivante : 2 081 catholiques romains, 29 évangéliques et 159 juifs.
Avant la Seconde Guerre mondiale, 124 habitants juifs vivaient à Apc. Le 9 mai 1944, ils furent arrêtés par la gendarmerie hongroise et transportés en chariots vers le ghetto de Hatvan. Le 12 juin 1944, ils furent déportés à Auschwitz, où périrent notamment le dernier rabbin du village, Jenő (Jósua) Güncz, et sa famille. Après la guerre, une quinzaine de survivants revinrent au village, mais la communauté juive locale déclina rapidement.
La synagogue, autrefois fréquentée par les juifs des villages voisins comme Jobbágyi, Rózsaszentmárton et Zagyvaszántó, subit d'importants dommages durant la guerre. Après 1945, la communauté juive locale se dispersa progressivement, et en 1962, il ne restait plus aucun juif à Apc.

## Population

### Minorités culturelles et religieuses
En 2001, la population d'Apc se composait à 97 % de Hongrois et 3 % de Roms.
Lors du recensement de 2011, la répartition ethnique était la suivante : 90,9 % Hongrois, 5,2 % Roms, 0,8 % Allemands, 0,2 % Roumains, 0,2 % Slovaques (9,1 % n'ont pas répondu ; en raison des identités multiples, le total peut dépasser 100 %). 
Concernant l'appartenance religieuse, 55,7 % se déclaraient catholiques romains, 3,5 % réformés, 0,5 % évangéliques, 0,2 % grecs-catholiques, tandis que 12,3 % se déclaraient sans appartenance religieuse (25,9 % n'ont pas répondu).
En 2022, 89,9 % des habitants se sont déclarés hongrois, 2,1 % roms, 0,4 % allemands, 0,4 % roumains, tandis que 0,1 % se revendiquaient bulgares et ruthènes. Par ailleurs, 2,2 % appartenaient à une autre nationalité étrangère non précisée (10 % n'ont pas répondu).
Concernant la répartition religieuse, 35,8 % des habitants se déclaraient catholiques romains, 2,9 % réformés, 0,3 % grecs-catholiques, 0,2 % évangéliques, 2,3 % autres chrétiens, 0,7 % autres catholiques, tandis que 12,6 % se déclaraient sans confession (44,6 % n'ont pas répondu).

## Équipements

### Réseaux extra-urbains
Apc est accessible par la route 2404 et la route 2405, qui se croisent au sein de la localité. La route 2131 assure la liaison avec Szarvasgede, tandis que la route principale 21 constitue l'axe majeur permettant d'atteindre la commune depuis des régions plus éloignées du pays.
En matière de transport ferroviaire, la ligne 81 dessert la commune. L'arrêt le plus proche est la gare d'Apc-Zagyvaszántó, qu'elle partage avec Zagyvaszántó. Située environ 2 kilomètres à l'ouest du centre d'Apc, cette gare se trouve en zone rurale, partiellement sur le territoire de Zagyvaszántó. Elle est accessible par la route 2403, qui longe les voies ferrées au niveau du passage à niveau de la route 2404.

## Économie
L'économie locale repose en partie sur la viticulture, Apc étant située dans une région favorable à la production de vin. Bien que moins connue que d'autres régions viticoles hongroises, la culture de la vigne y est une activité traditionnelle, perpétuée par des exploitations locales.

## Patrimoine local
L'église catholique Saint-Étienne fut construite au XVe siècle dans un style gothique. Elle fut ensuite reconstruite en 1775 dans un style baroque, lui conférant son apparence actuelle. Autrefois, l'édifice était entouré d'un mur de pierre, qui servait probablement à protéger l'église et le cimetière adjacent.

## Personnalités liées à la localité
L'écrivain Kázmér Zichy, noble hongrois et propriétaire terrien de Zichyújfalu dans le comitat de Fejér, passa les dernières années de sa vie à Apc. Après la nationalisation de son domaine, il s'installa dans la maison située au 4, rue Petőfi, où vivait sa fille, Anna Zichy, épouse de Farkas Szent-Ivány. À sa mort, le 1er mai 1955, il fut d'abord inhumé à Apc, avant que sa dépouille ne soit exhumée et transférée dans le cimetière de Zichyújfalu, où il repose désormais.